# Romelanda socken
För andra betydelser, se Romelanda (olika betydelser)
Romelanda socken i Bohuslän ingick i Inlands Södre härad, ingår sedan 1971 i Kungälvs kommun och motsvarar från 2016 Romelanda distrikt.
Socknens areal är 81,15 kvadratkilometer varav 76,29 land. År 2000 fanns här 2 923 invånare. Tätorterna Diseröd med sockenkyrkan Romelanda kyrka och Duvesjön ligger i socknen, liksom småorterna Dössebacka och Timmervik, Häljeröd, Signehög och Norrmannebo och Solberg. 

## Administrativ historik
Romelanda socken har medeltida ursprung. 
Vid kommunreformen 1862 övergick socknens ansvar för de kyrkliga frågorna till Romelanda församling och för de borgerliga frågorna bildades Romelanda landskommun. Landskommunen utökades 1952 och uppgick 1971 i Kungälvs kommun.
1 januari 2016 inrättades distriktet Romelanda, med samma omfattning som församlingen hade 1999/2000.  
Socknen har tillhört län, fögderier, tingslag och domsagor enligt vad som beskrivs i artikeln Inlands Södre härad. De indelta soldaterna tillhörde Bohusläns regemente, Livkompaniet och de indelta båtsmännen tillhörde 2:a Bohusläns båtsmanskompani.
Vid en brand i Romelanda prästgård 1815 förstördes pastoratets arkiv och därmed kyrkböcker för släktforskning.

## Geografi och natur
Romelanda socken ligger norr om Kungälv med Göta älv och ön Tjurholmen i öster. Socknen sträcker sig ungefär 16 km utmed Göta älv och gränsar i söder till Ytterby socken, i väster till Kareby, Solberga, Jörlanda och Spekeröds socknar och i norr till Västerlanda socken. Romelanda ligger i en älvdal och består av odlade lerslätter och i väster av en småkuperad skogsbygd. Skog finns sparsamt i de norra delarna. Det finns tre åar som rinner mot Göta älv och ett 60-tal mindre sjöar men flera är i det närmaste igenväxta. Socknen är rik på mindre insjöar varav den största är Romesjön som delas med Kareby socken. Enda berget är Aleklätten, som mäter cirka 134 meter över havet, och i Dösebacka vid Göta älv finns ett område som utnyttjats för stora grustäkter.
I socknen finns fem naturreservat. Svartedalen som delas med Spekeröds och Ucklums socknar i Stenungsunds kommun] samt Västerlanda socken i Lilla Edets kommun ingår i EU-nätverket Natura 2000 liksom Lysegården medan Marieberg som delas med Ytterby socken samt Dösebackaplatån och Tjurholmen är kommunala naturreservat.
En sätesgård var Lysegården.
I Hede fanns förr ett gästgiveri.

## Fornlämningar
Boplatser från stenåldern är funna. Från järnåldern finns spridda gravar, tre gravfält och en fornborg.

## Befolkningsutveckling
Befolkningen ökade från 1 380 1810 till 2 347 1860 varefter den minskade till 1 321 1960 då den var som lägst under 1900-talet. därpå vände folkmängden uppåt igen till 2 647 1990.

## Namnet
Namnet skrevs 1388 Rimalanda och kommer från kyrkbyn. Efterleden innehåller land. Förleden innehåller sannolikt ett ånamn Rima bildat av rimi, 'långsträckt förhöjning' syftande på en lång bergssträckning vid ån som rinner vid kyrkbyn.